# Anke Sevenich

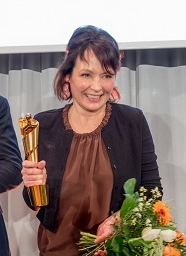
Anke Sevenich beim Deutschen Drehbuchpreis (2016)

Anke Sevenich (* 30. Januar 1959 in Frankfurt am Main) ist eine deutsche Schauspielerin, Drehbuchautorin und Regisseurin. 1992 gelang ihr der Durchbruch mit der Rolle des Schnüsschen in Die zweite Heimat – Chronik einer Jugend von Edgar Reitz. Seit 1986 stand sie in über 100 Film- und Fernsehproduktionen vor der Kamera, unter anderem in 15 Tatorten, was sie zur Tatort-Königin kürt. 2021 gab sie mit dem Kurzfilm Klabautermann ihr Regiedebüt.

## Leben
Anke Sevenich ist Tochter eines Ingenieurs und der Leiterin eines Altenheims. Nach ihrem Abitur bewarb sie sich an der Hochschule für Musik und Theater Hannover und dem Schauspiel Stuttgart, wo sie die Aufnahmeprüfungen bestand. Sie entschied sich für Hannover und absolvierte dort von 1979 bis 1983 ihre Schauspielausbildung. In den Jahren 1991 bis 1995 absolvierte sie neben der Schauspielerei ein Grundstudium in Humanmedizin am Universitätsklinikum Hamburg-Eppendorf. Sevenich engagiert sich gegen Altersdiskriminierung in der deutschen Film- und Fernsehbranche.
Anke Sevenich lebt in ihrer Geburtsstadt Frankfurt am Main. Sie hat einen Sohn.

## Karriere
Bereits während ihres zweiten Semesters debütierte Sevenich am Niedersächsischen Staatstheater Hannover, wo sie das Ännchen in Johann Wolfgang von Goethes Trauerspiel Stella spielte. Nach Beendigung ihrer Schauspielausbildung gehörte sie dort zum festen Ensemble und war bis 1987 in zahlreichen klassischen und modernen Stücken zu sehen. Ab 2018 spielte Sevenich als Gast am Schauspiel Frankfurt unter der Regie von David Bösch und Anselm Weber. Von April 2024 bis Januar 2025 war sie als Mum unter der Regie von Ebru Tartıcı Borchers in der Bühneninszenierung von James Fritz’ Stück Parliament Square am Staatstheater Mainz zu sehen.
1986 gab Sevenich in der Titelrolle eines siebzehnjährigen krebskranken Mädchens unter der Regie von Gernot Eigler ihr Filmdebüt in der Südwestfunk-Filmproduktion Aranka an der Seite von Barbara Frey und Suzanne von Borsody. Der Durchbruch gelang ihr 1992 mit der Rolle des Schnüsschen in Die zweite Heimat – Chronik einer Jugend von Edgar Reitz. Bekannt wurde sie einem breiten Fernsehpublikum als Gerti Effenberg in den ersten Folgen der Seifenoper Marienhof und in der Hauptrolle der geschiedenen Rechtsanwältin Cornelia Bürger in der 13-teiligen ARD-Anwaltserie Kanzlei Bürger.
Es folgten Rollen in zahlreichen weiteren Film- und Fernsehproduktionen, so z. B. in den Fernsehfilmen Die Quittung und Ein Gauner Gottes (beide 2004), im Familiendrama Der Vater meiner Schwester (2005) oder im Fernsehkrimi Tod in der Eifel (2008). Ihr komödiantisches Können zeigte sie in mehreren Produktionen, etwa 2014 in der Kriminalkomödie Alles Verbrecher – Eiskalte Liebe als erfolgreiche Unternehmerin Sabine Wetzel und 2016 als Direktorin in Mike Marzuks Verrückt nach Fixi. Sie arbeitete mit renommierten Regisseuren zusammen, darunter Heiner Carow, Vadim Glowna, Christoph Waltz, Niki Stein, Christoph Stark, Johannes Grieser, Roland Suso Richter, Thorsten Näter, Dror Zahavi und Dominik Graf. 
In der ARD-Krimireihe Tatort übernahm sie zwischen 1988 und 2009 verschiedene Gastrollen und ist mit 15 Auftritten die Schauspielerin mit den meisten Episodenhauptrollen. In der ZDF-Krimireihe Kommissar Marthaler spielte sie an der Seite von Matthias Koeberlin von 2012 bis 2017 die durchgehende Rolle der Sekretärin Elvira. Von 2013 bis 2015 war sie neben Tim Bergmann und Felicitas Woll in der Fernsehreihe Der Taunuskrimi als Dr. Nicola Engel zu sehen. Neben festen Serienrollen übernahm sie wiederholt Gastauftritte in verschiedenen Fernsehserien- und reihen, u. a. in Ein Fall für zwei, Adelheid und ihre Mörder, Der Alte, Ein starkes Team, Der letzte Zeuge, Bloch und Wilsberg.
Sevenich betätigt sich auch als Drehbuchautorin. 2016 erhielt sie zusammen mit Stephan Falk die Goldene Lola der Deutschen Filmakademie in der Kategorie „bestes unverfilmtes Drehbuch“. 2021 folgte mit dem Kurzfilm Klabautermann ihre erste Regiearbeit, wozu sie auch das Drehbuch schrieb. Für den am 24. August 2022 auf dem Festival des deutschen Films in Ludwigshafen uraufgeführten Film Sayonara Loreley von Regisseur Wolfgang Murnberger schrieb sie zusammen mit Stephan Falk das Drehbuch.

## Filmografie

### Spielfilme
- 1986: Aranka – Regie: Gernot Eigler
- 1987: Die Erbschaft – Regie: Wolfgang Luderer
- 1988: Ein Treffen mit Rimbaud – Regie: Ernst-August Zurborn
- 1988: In guten Händen – Regie: Rolf von Sydow
- 1989: Der Geschichtenerzähler – Regie: Rainer Boldt
- 1992: Die zweite Heimat – Chronik einer Jugend
- 1993: Apfel im Moor – Regie: Marcus Scholz
- 1995: Das Tagebuch – Regie: Thorsten Näter
- 1995: Die Frau des Anwalts – Regie: Alan Birkinshaw
- 1995: Wenn ich nicht mehr lebe – Regie: Ate de Jong
- 1996: Sexy Lissy – Regie: Peter Ily Huemer
- 1999: Die Verwirrung – Regie: Christoph Waltz
- 1999: Die Angst in meinem Herzen – Regie: Joseph Orr
- 2000: Fernes Land Pa-Isch – Regie: Rainer Simon
- 2003: Der Himmelsstürmer – Regie: Helmut Metzger
- 2004: Die Quittung
- 2004: Brief eines Unbekannten – Regie: Arend Agthe
- 2004: Das geheime Leben meiner Freundin
- 2004: Ein Gauner Gottes
- 2005: Der Vater meiner Schwester
- 2007: Das Gelübde
- 2008: Der große Tom
- 2008: Tod in der Eifel
- 2008: Richterin ohne Robe – Regie: Ulrich Zrenner
- 2012: Und alle haben geschwiegen – Regie: Dror Zahavi
- 2014: Ein todsicherer Plan
- 2015: Morpheus – Regie: Frauke Lodders
- 2016: Immer Ärger mit Opa Charly – Regie: Marcus Ulbricht
- 2016: Verrückt nach Fixi
- 2017: Kalt ist die Angst
- 2020: Eine Handvoll Wasser – Regie: Jakob Zapf
- 2022: Sayonara Loreley – Wiedersehen in Rüdesheim (Drehbuch)
- 2023: Blindspot – Regie: Hannu Salonen

### Fernsehserien und -reihen
- 1987: Jokehnen (eine Folge)
- 1992–1993: Marienhof (29 Folgen)
- 1988: Tatort: Ausgeklinkt
- 1989: Tatort: Kopflos
- 1991: Tatort: Animals
- 1995: Kanzlei Bürger (13 Folgen)
- 1995: Tatort: Tödliche Freundschaft
- 1995: Tatort: Mordnacht
- 1996–1998: Die Geliebte (20 Folgen)
- 1996, 2019: Ein Fall für zwei (verschiedene Rollen, 2 Folgen)
- 1996: Adelheid und ihre Mörder (Folge: Die schöne Lydia)
- 1997: Polizeiruf 110: Feuertod
- 1997: Tatort: Schlüssel zum Mord
- 1998: Tatort: Rosen für Nadja
- 1998: Tatort: Jagdfieber
- 1998: Tatort: Fürstenschüler
- 1998, 2005: Der Alte (verschiedene Rollen, 2 Folgen)
- 1999: Operation Phoenix – Jäger zwischen den Welten (Folge: Im Körper der Feinde)
- 1999: Tatort: Der Heckenschütze
- 2000–2002: Klinikum Berlin Mitte – Leben in Bereitschaft (27 Folgen)
- 2002: Polizeiruf 110: Memory
- 2003: Bella Block: Hinter den Spiegeln
- 2003: SOKO 5113 (Folge: Bube, Dame, Mord)
- 2005: Polizeiruf 110: Vollgas
- 2005: Tatort: Letzte Zweifel
- 2005: Tatort: Im Alleingang
- 2006: Tatort: Nachtwanderer
- 2006: Ein starkes Team: Gier
- 2007: Bloch: Schattenkind
- 2007: Tatort: Racheengel
- 2007: Der letzte Zeuge (Folge: Das Gift des Schweigens)
- 2007: Notruf Hafenkante (Folge: Das kalte Herz)
- 2009: Geld.Macht.Liebe (4 Folgen)
- 2009: Tatort: Oben und unten
- 2009: Küstenwache (Folge: Morsezeichen aus dem Jenseits)
- 2009: SOKO Wismar (Folge: Eigenheim)
- 2009: SOKO Kitzbühel (Folge: Todeskälte)
- 2009: Familie Dr. Kleist (Folge: Sehstörungen)
- 2011: Der Staatsanwalt (verschiedene Rollen, 2 Folgen)
- 2012–2017: Kommissar Marthaler → siehe Besetzung
- 2013–2015: Taunuskrimi (3 Folgen)
  - 2013: Eine unbeliebte Frau
  - 2014: Mordsfreunde
  - 2015: Tiefe Wunden
- 2013–2015: Lerchenberg (8 Folgen)
- 2014: Alles Verbrecher – Eiskalte Liebe
- 2016: Wilsberg – In Treu und Glauben
- 2016: Akte Ex (Folge: Bei Aufguss Mord)
- 2018: Marie Brand und der Duft des Todes
- 2019: Counterpart (2 Folgen, Starz)
- 2021: Rosamunde Pilcher: Herzensläufe
- 2021: Unter anderen Umständen – Für immer und ewig
- 2022: Wilsberg – Gene lügen nicht
- 2023: Die Bergretter (Folge: Altes Eisen)
- 2025: Anna und ihr Untermieter – Plötzlich Schwiegermutter

## Theater (Auswahl)
- 1983: William Shakespeare: Wie es euch gefällt (Rolle: Celia; Staatstheater Hannover)
- 1984: Friedrich Schiller: Die Verschwörung des Fiesco zu Genua (Rolle: Leonore; Staatstheater Hannover)
- 1985: Anton Tschechow: Drei Schwestern (Rolle: Irina; Staatstheater Hannover)
- 1986: William Shakespeare: Der Sturm (Rolle: Mirada; Staatstheater Hannover)
- 1987: Gerhart Hauptmann: Die Ratten (Rolle: Walburga Hassenreuter; Staatstheater Hannover)
- 2014: Wolfgang Deichsel: Loch im Kopf (Rolle: Julia; Volkstheater Frankfurt)
- 2019: Ewald Palmetshofer: Räuber.Schuldenreich (Rolle: Edith, die Nachbarin im Rollstuhl; Schauspiel Frankfurt)
- 2022: Martin Mosebach: Das Leben ist eine Kunst (Rolle: Erna Klobig; Schauspiel Frankfurt)
- 2024–2025: James Fritz: Parliament Square (Rolle: Mum; Staatstheater Mainz)

## Hörspiele (Auswahl)
- 2023: Martin Mosebach: Frau mit gelbem Barett – Regie: Thomas Wolfertz für den ARD Radio Tatort, Produktion: hr
- 2024: Martin Mosebach: Totbeten – Regie: Leonhard Koppelmann für den ARD Radio Tatort, Produktion: hr